# Grue Fairbairn
La grue Fairbairn est une grue historique située à Séville. Elle a été bâtie par l'entreprise William Fairbairn & Sons, et acquise par la Junte des Œuvres du Port de Séville, autour de 1875. 

## Caractéristiques
Sa puissance de levage était de 40 tonnes et elle disposait de cinq marches. Son poids de 60 tonnes nécessitait deux hommes pour la manœuvrer. La construction de cette grue remonte à 1850 par les usines de Fairbairn, situées à Manchester (Angleterre).

## Histoire

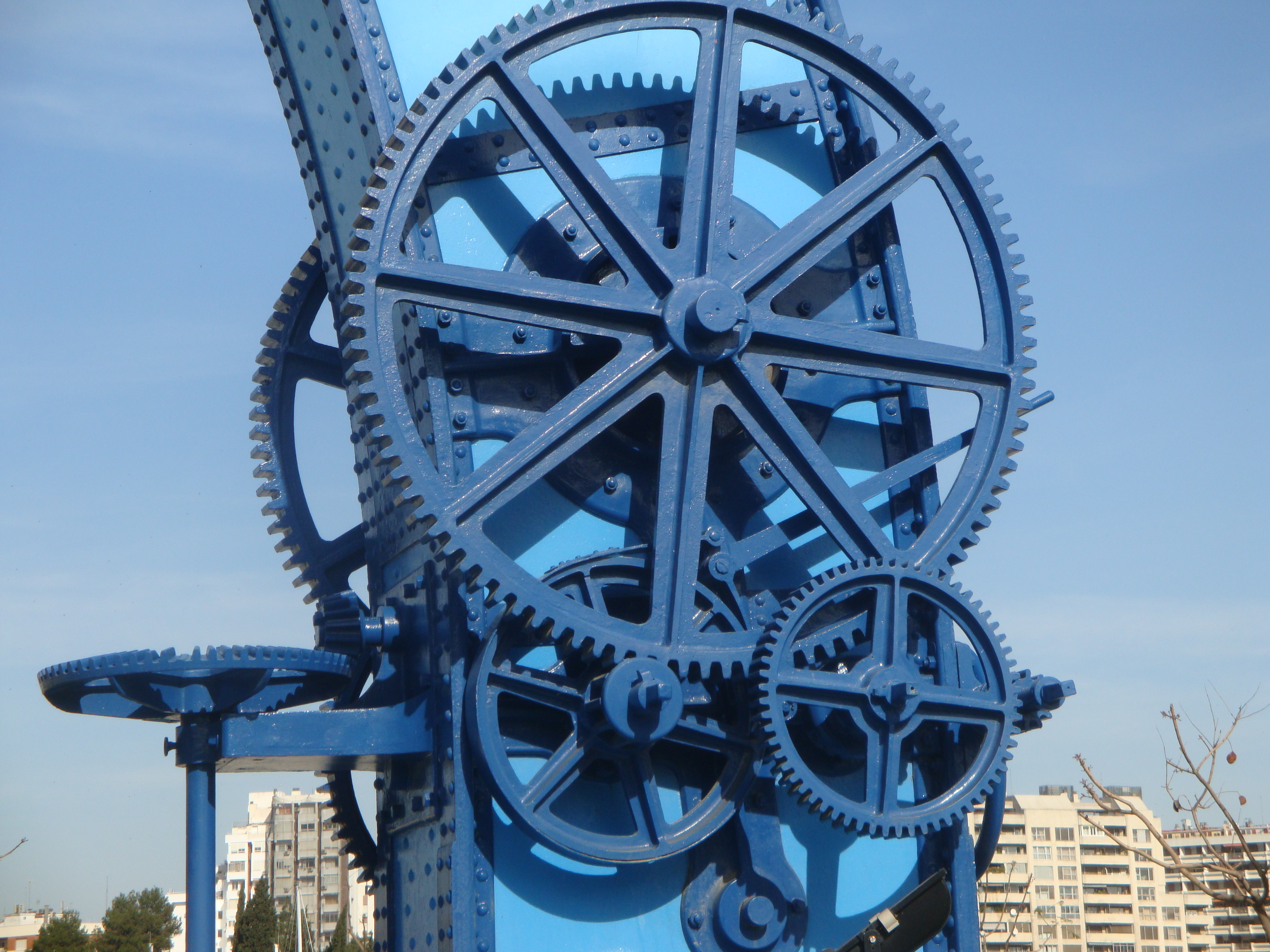
Transmission réductrice externe de la grue Fairbairn

Elle figure dans la Mémoire de la Junte du Port de Séville (1874-1875). La grue du quai de New York est une demande de la compagnie des chemins de fer et du port de Séville. L'acquisition de la grue en usine a coûté 45 486,25 pesetas. Son montant, plus les dépenses de douane, de fret, de montage, etc. a coûté au total 106 053,94 pesetas.
La grue était à cette époque la grue la plus puissante d'Espagne, elle a été montée près du Pont de Triana et en 1904 a été déplacée quai de New York du Port de Séville, où elle est restée jusqu'en 2005. Elle est actuellement située dans une zone hors de service, comme objet de musée du patrimoine historique du port.